# Wydział Inżynierii Środowiska Politechniki Warszawskiej
Wydział Inżynierii Środowiska – wydział Politechniki Warszawskiej z siedzibą przy ul. Nowowiejskiej 20. Główny budynek wydziału – Gmach Inżynierii Środowiska – znajduje się w południowej części głównego terenu Politechniki Warszawskiej.

## Historia
Nazwę Wydziału Inżynierii Środowiska jednostka przyjęła 1 maja 2025 r., przekształcając się z Wydziału Instalacji Budowlanych, Hydrotechniki i Inżynierii Środowiska.
Wydział powstał w 1961 roku jako Wydział Inżynierii Sanitarnej i Wodnej, zmieniając w 1993 roku nazwę na Wydział Inżynierii Środowiska, a w 2016 roku na Wydział Instalacji Budowlanych, Hydrotechniki i Inżynierii Środowiska. Wydział Inżynierii Sanitarnej i Wodnej powstał z połączenia Wydziałów Budownictwa Wodnego i Inżynierii Sanitarnej. Oba te wydziały wcześniej wydzielono z Wydziału Inżynierii. Zakres działalności wydziału pokrywa się częściowo z zakresem działania Wydziału Inżynierii Wodnej istniejącym w latach 1917–1934 i wyodrębnionym z WI na krótko – w 1939 roku, a jeszcze wcześniej Wydziału Inżynierii Budowlanej i Rolnej.
Siedzibę wydziału (Gmach Inżynierii Środowiska) wybudowano w 1976 r.

## Struktura i kadra naukowa
W skład Wydziału wchodzą (lista pracowników z habilitacją oraz tytułem naukowym profesora):
- Katedra Ochrony i Kształtowania Środowiska (profesorowie: Lech Łobocki – kierownik; doktorzy habilitowani: Andrzej Kulig, Agnieszka Pusz, Mirosław Szyłak-Szydłowski, Dorota Pusłowska-Tyszewska, Maria Markiewicz, Małgorzata Loga, Krzysztof Kochanek, Joanna Strużewska, Magdalena Reizer)
- Zakład Budownictwa Wodnego i Hydrauliki (profesorowie: Zbigniew Kledyński, Paweł Licznar; doktorzy habilitowani: Apoloniusz Kodura – kierownik, Paweł Falaciński, Paweł Popielski, Jan Winter, Agnieszka Machowska, Agnieszka Malesińska, Agnieszka Dąbska)
- Zakład Biologii (profesorowie: Monika Załęska-Radziwiłł, Ewa Karwowska – kierownik; doktorzy habilitowani: Adam Muszyński, Agnieszka Tabernacka, Katarzyna Affek)
- Zakład Informatyki i Badań Jakości Środowiska (profesorowie: Artur Badyda – kierownik, Jarosław Zawadzki, Małgorzata Wojtkowska; doktorzy habilitowani:, Piotr Marcinowski, Krystyna Niesiobędzka, Mariusz Rogulski)
- Zakład Klimatyzacji i Ogrzewnictwa (doktorzy habilitowani: Marta Chludzińska – kierownik, Anna Bogdan, Bernard Zawada)
- Zakład Systemów Ciepłowniczych i Gazowniczych (profesorowie: Andrzej Osiadacz; doktorzy habilitowani: Maciej Chaczykowski, Ferdinand Uilhoorn, Ryszard Zwierzchowski – kierownik, Małgorzata Kwestarz, Maciej Witek)
- Zakład Zaopatrzenia w Wodę i Odprowadzania Ścieków (profesorowie: Marian Kwietniewski; doktorzy habilitowani: Monika Żubrowska-Sudoł – kierownik)

W ramach Wydziału działa także Wydziałowe Centrum Płynowych Systemów Przesyłowych (prowadzi działalność badawczą, usługową i szkoleniowo-edukacyjną).

## Dydaktyka
Wydział prowadzi studia na kierunkach:
- inżynieria środowiska
  - COWIG (ciepłownictwo, ogrzewnictwo, wentylacja i gazownictwo)
  - ISIW (inżynieria sanitarna i wodna)
  - ITZ (Inżynieria Terenów Zurbanizowanych); dawniej: TOŚ – techniki ochrony środowiska
- ochrona środowiska (podział na specjalności podczas studiów magisterskich)
- Environmental Engineering
- Inżynieria komunalna (studia niestacjonarne)

Wydział prowadził również studia na kierunku biotechnologia (realizowane wspólnie z Wydziałem Chemii oraz Wydziałem Chemii Procesowej).

## Osoby związane z wydziałem
- † prof. Stanisław Mańkowski, w latach 1992–1998 – dziekan Wydziału Inżynierii Środowiska, 2002–2005 – rektor Politechniki Warszawskiej
- prof. Bogdan Mizieliński
- prof. Maciej Nowicki, minister środowiska w 1991 i 2007–2010
- prof. Andrzej Kraszewski
- prof. Jeremi Naumczyk
- prof. Stanisław Biedugnis
- prof. Stanisław Pisarczyk
- prof. Marek Mitosek
- prof. Witold Chmielnicki
- prof. Jolanta Podedworna
- † prof. Zbigniew Heidrich
- † prof. Marek Roman, rektor PW w latach 1988–1990
- † prof. Henryk Walden
- † prof. Jan Juda
- † prof. Krzysztof Wojdyga
- † prof. Marek Nawalany
- † prof. Katarzyna Juda-Rezler
- † prof. Maria Łebkowska
- † prof. Karol Krajewski